# Grzegorz Labuda
Grzegorz Labuda (ur. 1977 we  Władysławowie) – polski szef kuchni, członek Fundacji Klubu Szefów Kuchni, członek międzynarodowego klubu Chaine des Rotisseurs i ambasador nurtu Modern Polish Cusine. Autor i współautor książek kulinarnych.

## Życiorys
W wieku dziewięciu lat oznajmił rodzicom, że w przyszłości chce zostać kucharzem. Pochodzi z Władysławowa, gdzie uczęszczał do szkoły podstawowej. Już w najmłodszych latach często odwiedzał bibliotekę miejską i wertował książki kulinarne. Po ukończeniu szkoły podstawowej podjął naukę w szkole gastronomicznej. Karierę gastronomiczną rozpoczął w Jastrzębiej Górze, u boku szefa kuchni Jerzego Waśkowskiego, zdobywając doświadczenie jako kucharz. Lata 1997-2001 spędził w „Zamku Jan III Sobieski”. Następne lata spędził w Sopocie, kreując od podstaw kuchnię restauracji „Villa Sedan”. Stamtąd trafił do hotelu Nadmorski w Gdyni, a po pięciu latach opuścił Trójmiasto, aby przygotować się do objęcia stanowiska Executive Chef w boutique w Hotelu Blow Up Hall w Poznaniu. Tam rozpoczął kreację nowego nurtu kulinarnego Modern Polish Cuisine, któremu jest wierny do dziś. Z Poznania trafił do odrestaurowanego XIV-wiecznego zamku na Mazurach w Giżycku, który zamieniono w Hotel St.Bruno. Ostatnią pracą, przed powrotem do rodzinnego Trójmiasta, była praca w Grand Hotel Tiffi w Iławie.
Od maja 2015 -2019 roku był  na stanowisku Executive Chef w  restauracji Szafarnia 10 w Gdańsku nad brzegiem Motławy.
Od lipca 2019 pełni stanowisko Executive Chef w hotelu Haffner ***** w Sopot.
A od 1.01.2020 jest również współwłaścicielem wspólnego projektu z Michał Bryłka wyczekiwanego pierwszego "dziecka" Restauracja Chmielna by Grzegorz Labuda. 

## Osiągnięcia
Konkursy kulinarne
- Bonduelle 2001 – 2. miejsce
- Złota Patelnia 2002 – 3. miejsce
- Bonduelle 2003 – 1. miejsce
- Bonduelle 2004 – 2. miejsce
- Bonduelle 2005 – 1. miejsce
- Potrawy ze ślimaka 2005 – 1. miejsce
- Złota Patelnia 2005 – 1. miejsce
- Bonduelle 2006 – 3. miejsce
- Olimpiada Smaku 2007 – 2. miejsce[5].

Osiągnięcia zawodowe
W trakcie wieloletniej pracy gotował m.in. podczas szczytu polsko-ukraińskiego (A. Kwaśniewski – W. Juszczenko) w 2005 roku, wizyty George’a Busha w 2007 roku, szczytu przywódców europejskich państw G6 w 2007 roku, a także dla finalistek Miss World 2007 roku.
W latach 2007 i 2008 nominowany był do nagrody Kulinarnego Oskara.
16 października 2010 roku Grzegorz Labuda dołączył do klubu Chaine des Rotisseurs, międzynarodowej organizacji gastronomicznej zrzeszającej smakoszy z 70 krajów. Jest trzecim reprezentantem Polski w klubie i szefem kuchni, będącym członkiem Fundacji Klubu Szefów Kuchni. Prestiżowa organizacja, założona w 1950 roku w Paryżu łączy w swych szeregach najbardziej wyrafinowanych smakoszy – profesjonalistów i miłośników wykwintnych smaków. Jednym z głównych celów organizacji jest wspieranie wykwintnej kuchni i promowanie towarzyskiej strony przyjemności stołu.
27 września 2014 roku wraz z zespołem kucharzy zdobył pierwsze miejsce w kategorii dań głównych na konkursie kulinarnym VII edycji Food & Wine Noble Night. W kategorii przystawek zdobył drugie miejsce. Jest to jeden z najbardziej wymagających konkursów kulinarnych organizowanych w Polsce m.in. ze względu na duże wymagania logistyczne i organizacyjne. Spośród kilkudziesięciu propozycji trzech dań (przystawek, dań głównych oraz deserów), które nadesłały restauracje z całej Polski, jury wybrało 12 najlepszych, najatrakcyjniejszych propozycji. Następnie, już podczas samego konkursu, najlepsze dania w trzech kategoriach wybierane były przez zaproszonych na konkurs gości (a było ich 1200), którzy oddawali swój głos na jedną z 12 przystawek, 12 dań głównych oraz 12 deserów.
Nagrodą za pierwsze miejsca było szkolenie w Ecole de Cuisine Alain Ducasse w Paryżu, jednej z najbardziej renomowanych szkół kulinarnych świata.

## Publikacje
- „Przysmaki szlacheckie we współczesnej kuchni” (2009)
- „Pieczenie rolady, kotlety i inne mięsne fantazje” (2010)
- „Niezwykłe obiady ze zwykłych składników” (2010)
- „Najlepsze przepisy na Boże Narodzenie” (2010)
- „Domowa Paszteciarnia. Swojska kuchnia” (2014)
- „Współczesna kuchnia polska” (2014) jako współautor książki wydanej pod patronatem Pani Prezydentowej Anny Komorowskiej
- w planach książka kulinarna związana z regionem pomorsko-kaszubskim[8]

http://www.bistro24.pl/gotowanie/sztuka-kulinarna,643/grzegorz-labuda,34512.html]